# 芬蘭廣播公司X電台
芬蘭廣播公司X電台（芬蘭語：YleX）是芬蘭廣播公司一條於2003年1月13日開播的公共電台頻道，主要播放流行音樂、青年和文化節目。這條頻道被視作「Radiomafia」電台的替代者，並以17至27歲或15至34歲青年為目標受眾。